# ホセ・トーレス (格闘家)
ホセ・トーレス（Jose Torres、1992年8月2日 - ）は、アメリカ合衆国の男性総合格闘家。イリノイ州シカゴ出身。KHK MMAチーム所属。元Titan FCバンタム級王者。元Titan FCフライ級王者、元BRAVE CFバンタム級王者。ホゼ・トーレスとも表記される。

## 来歴
ドラゴンボールやマイティ・モーフィン・パワーレンジャーの影響で4歳から松濤館流空手を始め、13歳でレスリング、16歳でコンバットドーを始めた。ジュニアカレッジではレスリングのNJCAAでオールアメリカンに2度選出され、アマチュア総合格闘技世界選手権2連覇後の2016年にプロ総合格闘技デビュー。

### Titan FC
2016年8月5日、Titan FCフライ級暫定王座決定戦でアブディエル・ベラスケスと対戦し、左膝蹴りでKO勝ちを収め王座獲得に成功した。
2017年1月21日、Titan FCフライ級タイトルマッチでグペドロ・ノーブリと対戦し、パウンドでTKO勝ちを収め初防衛に成功した。
2017年5月19日、Titan FCバンタム級タイトルマッチでファーカード・シャリポフと対戦し、3-0の判定勝ちを収め王座獲得に成功した。
2017年11月17日、Titan FCバンタム級タイトルマッチでグレイドソン・デジーザスと対戦し、リアネイキッドチョークで見込み一本勝ちを収め初防衛に成功した。
2018年2月16日、Titan FCフライ級タイトルマッチでアルベルト・オレジャーノと対戦し、右フックでKO勝ちを収め2度目の防衛に成功した。

### UFC
2018年6月1日、ヘクター・サンドバルの代役でUFC初参戦となったUFC Fight Night: Rivera vs. Moraesでジャレッド・ブルックスと対戦し、ブルックスがスラムで自爆をしてKO勝ちを収めた。
2018年8月以降、UFCがアメリカであまり人気の無いフライ級の規模を大幅縮小。UFCがトップランカーやトーレス含むUFCフライ級のほぼ全員の契約を無条件に一度白紙とした。そのため、UFCのフライ級選手のほぼ全員が他団体に移籍。その流れでトーレスも他団体に移籍した。
2019年4月19日、BRAVE CF 23で、のちにUFCフライ級3位になるアミル・アルバジと対戦し3-0の判定勝ち。
2019年以降、BRAVE CFで4連勝。
2023年8月12日、BRAVE CF 73でBRAVE CFバンタム級タイトルマッチを行い、ノコシ・ンデペレと対戦して3R判定勝ち。BRAVE CFバンタム級王者となった。

### RIZIN
2024年12月31日、RIZIN DECADEで元DEEPフライ級王者の神龍誠とキャッチウエイトの59kg契約で対戦し、接戦となるも2-1の判定勝利を収めた。

## 戦績

### プロ総合格闘技
| 総合格闘技 戦績 | 総合格闘技 戦績 | 総合格闘技 戦績 | 総合格闘技 戦績 | 総合格闘技 戦績 | 総合格闘技 戦績 | 総合格闘技 戦績 |
| --------------- | --------------- | --------------- | --------------- | --------------- | --------------- | --------------- |
| 19 試合         | (T)KO           | 一本            | 判定            | その他          | 引き分け        | 無効試合        |
| 13 勝           | 4               | 2               | 7               | 0               | 1               | 0               |
| 5 敗            | 2               | 0               | 3               | 0               | 1               | 0               |

| 勝敗 | 対戦相手                   | 試合結果                           | 大会名                                                                  | 開催年月日     |
| ×    | 扇久保博正                 | 5分3R終了 判定0-3                  | 超RIZIN.4 真夏の喧嘩祭り 【RIZINフライ級王座決定トーナメント1回戦】     | 2025年7月27日  |
| ×    | ディアス・イェレンガイポフ | 5分3R終了 判定0-3                  | BRAVE CF 95                                                             | 2025年5月30日  |
| ○    | 神龍誠                     | 5分3R終了 判定2-1                  | RIZIN.49                                                                | 2024年12月31日 |
| ×    | ンコシ・ンデベレ           | 5分5R終了 判定0-3                  | BRAVE CF 82 【BRAVE CF バンタム級タイトルマッチ】                       | 2024年5月11日  |
| ×    | ンコシ・ンデベレ           | 3R 1:38 TKO（棄権）                | BRAVE CF 80 【BRAVE CF バンタム級タイトルマッチ】                       | 2023年12月15日 |
| ○    | ンコシ・ンデベレ           | 5分3R終了 判定2-1                  | BRAVE CF 73 【BRAVE CF バンタム級王座決定戦】                           | 2023年8月12日  |
| ○    | イゼディン・アル・デルバニ | 5分3R終了 判定3-0                  | BRAVE CF 65                                                             | 2022年10月28日 |
| ○    | ブレイン・オドリスコール   | 5分3R終了 判定3-0                  | BRAVE CF 49                                                             | 2021年3月25日  |
| △    | ショーン・サンテラ         | 5分3R終了 判定1-1                  | BRAVE CF 42                                                             | 2020年9月24日  |
| ○    | アミル・アルバジ           | 5分3R終了 判定3-0                  | BRAVE CF 23                                                             | 2019年4月19日  |
| ×    | アレックス・ペレス         | 1R 3:36 KO（スタンドパンチ連打）   | UFC 227: Dillashaw vs. Garbrandt 2                                      | 2018年8月4日   |
| ○    | ジャレッド・ブルックス     | 2R 2:55 KO（スラム）               | UFC Fight Night: Rivera vs. Moraes                                      | 2018年6月1日   |
| ○    | アルベルト・オレジャーノ   | 1R 3:52 KO（右フック）             | Titan FC 48: Torres vs. Orellano 【Titan FCフライ級タイトルマッチ】     | 2018年2月16日  |
| ○    | グレイドソン・デジーザス   | 4R 4:13 リアネイキッドチョーク     | Titan FC 46: Torres vs. DeJesus 【Titan FCバンタム級タイトルマッチ】    | 2017年11月17日 |
| ○    | ファーカード・シャリポフ   | 5分5R終了 判定3-0                  | Titan FC 44: Torres vs. Sharipov 【Titan FCバンタム級タイトルマッチ】   | 2017年5月19日  |
| ○    | ペドロ・ノーブリ           | 1R 1:26 TKO（右アッパー→パウンド） | Titan FC 43: Torres vs. Nobre 【Titan FCフライ級タイトルマッチ】        | 2017年1月21日  |
| ○    | アブディエル・ベラスケス   | 2R 3:52 KO（左膝蹴り）             | Titan FC 40: Cavalcante vs. Assuncao 【Titan FCフライ級暫定王座決定戦】 | 2016年8月5日   |
| ○    | レイナウド・ドゥアルチ     | 5分3R終了 判定3-0                  | Titan FC 38: Carl vs. Muhammad                                          | 2016年4月30日  |
| ○    | トラヴィス・テイラー       | 1R 2:09 ギロチンチョーク           | Titan FC 37: Simon vs. dos Santos                                       | 2016年3月4日   |

### アマチュア総合格闘技
| 勝敗 | 対戦相手                 | 試合結果                       | 大会名                                                   | 開催年月日    |
| ○    | ヌルティレク・コナショフ | 1R 2:31 ギロチンチョーク       | Tuff-N-Uff 2015 IMMAF World Championships: Day 5, Cage A | 2015年7月11日 |
| ○    | カール・マクナリー       | 2R 1:30 Rear-Naked Choke       | Tuff-N-Uff 2015 IMMAF World Championships: Day 4, Cage B | 2015年7月9日  |
| ○    | サルヴァトーレ・リガ     | 5分3R終了 判定3-0              | Tuff-N-Uff 2015 IMMAF World Championships: Day 2, Cage B | 2015年7月7日  |
| ○    | カール・バートン         | 5分3R終了 判定3-0              | Tuff-N-Uff 2015 IMMAF World Championships: Day 1, Cage B | 2015年7月6日  |
| ○    | カール・ロジャーズ       | 5分3R終了 判定3-0              | Midwest Fight League 2015 US Nationals Day 3             | 2015年5月9日  |
| ○    | タナー・トーマス         | 1R 2:39 サブミッション（打撃） | Midwest Fight League 2015 US Nationals Day 2             | 2015年5月8日  |
| ○    | ボフダン・ホロヴァティ   | 5分3R終了 判定3-0              | Tuff-N-Uff 2014 IMMAF World Championships: Finals        | 2014年7月5日  |
| ○    | カール・バートン         | 5分3R終了 判定3-0              | Tuff-N-Uff 2014 IMMAF World Championships: Day 3, Cage B | 2014年7月2日  |
| ○    | アレクシ・トイヴォネン   | 3R 2:00 TKO（パンチ）          | Tuff-N-Uff 2014 IMMAF World Championships: Day 2, Cage A | 2014年7月1日  |
| ○    | フロリン・モラル         | 1R 1:14 Rear-Naked Choke       | Tuff-N-Uff 2014 IMMAF World Championships: Day 1, Cage A | 2014年6月30日 |

## 獲得タイトル
- アマチュア総合格闘技世界選手権 バンタム級 優勝（2014年）
- アマチュア総合格闘技世界選手権 バンタム級 優勝（2015年）
- Titan FCフライ級暫定王座（2016年）
- 第2代Titan FCフライ級王座（2016年）
- 第3代Titan FCバンタム級王座（2017年）
- 第3代BRAVE CFバンタム級王者（2023年）

## 表彰
- 松濤館流空手 黒帯
- 柔道 茶帯
- レスリング NJCAAオールアメリカン（2回）